# アイ・ニュー・ユー・ホエン
「アイ・ニュー・ユー・ホエン」（"I Knew You When"）はジョー・サウスが作詞作曲した楽曲。この曲は1965年にアメリカのポップおよびカントリー歌手のビリー・ジョー・ロイヤルが録音して人気が出た。この曲はまた、ダニー・オズモンドやリンダ・ロンシュタットなどにもカバーされてヒットした。

## ビリー・ジョー・ロイヤルのバージョン
「アイ・ニュー・ユー・ホエン」はビリー・ジョー・ロイヤルによって1965年のスタジオアルバム Down in the Boondocks に初めて録音された。1965年11月6日の週にビルボード・ホット100チャートで14位を記録した。カナダの音楽チャートでは1965年11月に1位に輝いた。

## ダニー・オズモンドのバージョン
ダニー・オズモンドは1971年に "Hey Girl" のB面にこの曲を収録し、両面ヒットとしてホット100の9位を記録した。

## リンダ・ロンシュタットのバージョン
リンダ・ロンシュタットはこの曲のカバーをゴールド・プラスの1982年のアルバム『ゲット・クローサーに収録した。シングルはピーター・アッシャーのプロデュースで、アサイラム・レコードからリリースされた。アルバムからの2枚目のシングルとして、人気の出たミュージック・ビデオにも助けられ、キャッシュボックス誌のトップ100チャートでは30位に、ビルボード誌のホット100では37位を記録した。
さらに、カントリー・チャートでも84位となり、イギリスでも90位を記録した。この曲はオーストラリアでもトップ40ヒットとなり、ロンシュタットの隠れたヒットとなり、ケント・ミュージック・レポートのチャートで1983年前半に36位となった。もっとも上位になったのはアダルト・コンテンポラリー・チャートで、アメリカでは29位を、カナダでは17位を記録した。

## その他のバージョン
- ウェイド・フレモンス（英語版）はこの曲のカバーバージョンをシングルとして1964年にヴィージェイ・レコードからリリースした。フレモンスは1971年にアース・ウィンド・アンド・ファイアーの創設メンバーとなった[7]。
- ジョー・サウスは後に自身の1969年のアルバム Games People Play でこの曲を録音した。